# Jana Kunitskaja
Jana Kunitskaja, (ryska: Яна Куницкая) född 11 november 1989 i Murmansk, är en rysk MMA-utövare som sedan 2018 tävlar i organisationen Ultimate Fighting Championship.